# DJ Jazzy Jeff
Jeffrey Allen Townes (ur. 22 stycznia 1965 w Filadelfii, Pensylwania, Stany Zjednoczone), znany pod pseudonimem DJ Jazzy Jeff i Jazz – amerykański producent muzyczny hip hop i R&B, turntablista i aktor. Znany jest ze swej scenicznej kariery z Willem Smithem jako DJ Jazzy Jeff & The Fresh Prince. DJ Jazzy Jeff uczęszczał do John Bartram High School w Filadelfii, ale jej nie ukończył. Jest uhonorowany na szkolnej Ścianie Sław.

## Dyskografia

### Albumy solowe jako DJ Jazzy Jeff
- Unreleased album from Sony Records (1998)
- One cut in Battle of DJs
- The Magnificent (2002)
- Soulheaven Presents Jazzy Jeff in the House (2004)
- The Soul Mixtape Groovin’ Records USA (2005)
- Hip-Hop Forever II Rapster Records (2004)
- Hip-Hop Forever III BBE Records (2006)
- The Return of The Magnificent EP (2007)
- The Return of the Magnificent (2007) #55 US (Gold)
- The Return of Hip Hop EP (2007)
- He’s the King...I’m the DJ (2009)

### Jako DJ Jazzy Jeff & the Fresh Prince
- Rock the House (1986) #83 US (Gold)
- He's the DJ, I'm the Rapper (1988) #4 US (3x Platinum)
- And in This Corner… (1989) #39 US (Gold)
- Homebase (1991) #12 US (Platinum)
- Code Red (1993) #64 US (Gold)
- Greatest Hits (1998) #144 US, #20 UK
- Before The Willennium (1999)
- The Very Best of D.J. Jazzy Jeff & The Fresh Prince (2006)

### Nagrania z innymi muzykami
- 1991 – Deep, Deep, Trouble with Bart Simpson; and the remixes from The Simpsons Sing the Blues
- 1997 – Jazzy Jeff’s Theme; from the album Nuyorican Soul
- 1998 – „When To Stand Up” featuring Eminem
- 1998 – I Don’t Know by Slum Village (scratches); from the album Fantastic, Vol. 2
- 1999 – The Next Movement by The Roots (scratches); from the album Things Fall Apart
- 2004 – Mirrorball (DJ Jazzy Jeff Full Sole Remix) by Everything But The Girl; from Adapt or Die: 10 Years of Remixes
- 2005 – Papa Was A Rollin’ Stone (DJ Jazzy Jeff & Pete Kuzma Solefull Mix) by the Temptations; from Motown Remixed.
- 2005 – Lost & Found by Will Smith; produced intro song Here He Comes and several DJ scratches on several tracks
- 2005 – Watch Me by Little Brother (scratches); from the album The Minstrel Show
- 2006 – Feel It (Jazzy Jeff Soulful Remix) by the Black Eyed Peas; from Renegotiations: The Remixes
- 2006 – Night in Tunisia (DJ Jazzy Jeff Remix) by Duke Jordan
- 2007 – NY Weather Report by Talib Kweli (scratches); from the album Eardrum
- 2008 – Get Busy by The Roots (scratches); from the album Rising Down
- 2008 – Bring It Back by Rhymefest (producer); from the album El Che
- 2009 – Prince in Training by MaC Renegade Hosted by DJ Jazzy Jeff
- 2009 – Stay This Way (Jazzy Jeff Remix) by Peter Bjorn and John featuring Big Pooh, Chaundon, and Phil Nash from the mixtape Re-Living Thing with Mick Boogie